# Dvärgrosettmossa
Dvärgrosettmossa (Riccia warnstorfii) är en levermossart som beskrevs av Karl Gustav Limpricht. Dvärgrosettmossa ingår i släktet rosettmossor, och familjen Ricciaceae. Enligt den svenska rödlistan är arten sårbar i Sverige. Arten förekommer i Götaland, Gotland, Öland och Svealand. Artens livsmiljö är jordbrukslandskap.